# Путана (вулкан)
Путана (исп. Volcán Putana, также имеет названия Jorqencal и Machuca) — стратовулкан на границе Боливии (департамент Потоси) и Чили (область Антофагаста). Название подразумевает интернациональное слово «путана» в смысле «шлюха». Высота — 5890 метров над уровнем моря, имеет семь маленьких дымоходов. Последнее извержение случилось между 1800 и 1820 годом. В вулкане обнаружены большие запасы серы.